# 그리스 육군

그리스 육군(그리스어: Ελληνικός Στρατός Ellinikós Stratós[*], ΕΣ로 약칭)은 1828년에 결성된 그리스의 지상군이다. 그리스 육군은 그리스 공군(HAF)과 그리스 해군(HN)으로 구성된 그리스군의 세 가지 계통 중 가장 큰 군대이다. 군대는 그리스 육군 참모총장(HAGS)이 지휘하고, HAGS는 그리스 국방 참모(HNDGS)의 지휘를 받는다.
그리스 육군의 모토는 투키디데스의 펠로폰네소스 전쟁사(2.43.4)에서 따온 Ἐλεύθερον τὸ Εὔψυχον('자유는 용기에서 비롯된다')로, 옛날 그리스 땅을 방어했던 고대 전사들을 기념한다. 그리스 육군 상징은 중앙에 그리스 십자가 방패가 있는 머리가 두 개인 독수리이다.
그리스 육군은 또한 EU 전투단 구조에 따른 신속 제병연합군인 발칸 전투단의 주된 기여자이자 선두 국가이다.